# 婚礼 (ワーグナー)
『婚礼』（こんれい、独: Die Hochzeit）は、リヒャルト・ワーグナーが作曲し、未完のまま放棄されたオペラである。

## 概要
1832年、交響曲ハ長調の初演のためにプラハに滞在していたワーグナーは、この『婚礼』の台本を書き上げて、ライプツィヒに戻った。
このオペラの素材は、ドイツの古代史研究家、文学史研究家ゴットロープ・ビュッシングの著書『騎士道時代と騎士道の本質』からとられている。
第1幕第1場の作曲を終えたワーグナーは、作曲の師であるテオドール・ヴァインリヒに楽譜を見せた。ヴァインリヒは、七重唱は明確に歌いやすく書かれていると評価した。しかし、ワーグナーの姉ロザーリエは、このオペラの筋書きが残酷であることに否定的な意見を述べた。当時のワーグナーは彼女の意向を重視していたため、自らこの作品の作曲を放棄した。後にワーグナーは、この作品を破棄した理由を、自惚れが傷つけられたからではない、と述べている。第1幕第1場のスコアは破棄されずに残り、1933年2月にロストックにて初演された。

## 音楽的特徴
この作品の音楽的特徴についてアーネスト・ニューマンは、「様式にはあまり個性が無い」としつつも「女声合唱は魅力なしとしない」と述べている。
また、クルト・フォン・ヴェステルンハーゲンは、「あるレチタティーヴォの伴奏部には、何度も純粋のワーグナー的動機が聴かれる」、「このオペラが仕上がっていれば、あとに続く3作のオペラと比較した場合、それはずっと個性的なオペラ、つまりはるかにワーグナー的な作品となっていたことだろう」と評価した。
ワーグナー自身は、この作品を後に「真っ黒な夜曲」と呼び、この作品では、どんな光線も、オペラらしい装飾も加えることが出来なかったと語った。

## 編成
オーケストラは、フルート2、オーボエ2、C管クラリネット2、ファゴット2、C管ホルン4、C管トランペット2、ティンパニ、弦楽五部、という編成であり、この他に合唱も加わる。

## 登場人物
残されたスコアに登場する人物のみ記す。
- アーダ（Ada）：ハートマー王の娘。アーリンダルと結婚する。
- アーリンダル（Arindal）：アーダの夫。
- キャドルト（Cadolt）：ハートマー王の敵国であった、モーラー王の息子。王子。
- ハートマー（Hadmar）：アーダの父にして、国王。
- アドムント（Admund）
- ローラ（Lora）
- ハラルト（Harald）

## あらすじ
現在、書き伝えられているオペラ全体の筋書きは、以下のようなものである。
ハートマー王とモーラー王の国は敵対していたが、和解し、和解の証しとしてハートマー王は、娘アーダの結婚式に、モーラー王の息子である王子キャドルトを招待した。キャドルトはアーダに恋してしまい、アーダが礼拝堂を出るときに、キャドルトとアーダの視線が合う。この時、アーダは夫となったアーリンダルに「夫よ、あの見なれぬ人は誰ですか」と訊ねる。深夜、アーダが寝室でアーリンダルを待っていると、キャドルトが窓から忍び込んでくる。アーダはキャドルトともみ合いになり、彼を城の中庭に突き落として殺してしまう。内心、キャドルトを愛していたアーダは、キャドルトの葬儀のとき、彼の棺の上に倒れて絶命する。
なお、本作に登場する、「アーダ」と「アーリンダル」という名前は、後に、ワーグナーの最初の完成されたオペラである『妖精』の主要人物にも使われた。

## 音楽
残された断片は、ハ長調、4分の4拍子、アレグロ・マエストーソの序奏で開始される。この部分の旋律には、G-F#-F-Eなどといった半音階進行がみられる。18小節の序奏のあと、男声合唱が力強く歌い始める。ヘ長調に転じて女声合唱で新たな旋律が歌われ、再びハ長調に戻って冒頭の合唱が混声合唱で繰り返されると、キャドルトとアドムントが舞台に現れて、レチタティーヴォに入る。悩ましげなキャドルトにアドムントが応じ、歌いおさめると、合唱が「見よ、見よ…」と歌う。アーダとアーリンダルが現れ、アーダは、第一声でアーリンダルに「夫よ、あの見慣れぬ人は誰ですか？」と訊ねる。短いレチタティーヴォを経て、登場人物7人によるト長調、4分の2拍子、アダージョ・モルトの七重唱となる。複雑な七重唱が終わると、ファンファーレの先導で、冒頭の合唱が回帰し、序奏の旋律が再現されて第1場の終結となる。